# Claudi Martínez i Imbert
Claudi Martínez Imbert (Barcelona, 1845 - 31 d'octubre de 1919) fou un compositor, pianista i notable pedagog musical català.
Era fill de Josep Maria Martínez i Galadiez (+ 1875) i de Remei Imbert i Masià. Es va casar amb Dolors Marquès i Plà.
Feu els primers estudis a l'escolania de Nostra Senyora de la Mercè. Alumne de Pere Tintorer i Bernat Calvó Puig i a quinze anys va veure premiat per l'Econòmica d'Amics del País, de València, un trio per a piano, violí i violoncel. El 1872 fundà, juntament amb els germans Cosme i Josep Ribera, la Societat de Quartets de Barcelona, la primera entitat catalana destinada regularment a la música de cambra.
El 1880 organitzà un concert en el teatre Principal de Barcelona format per les obres premiades, destinat al producte a obres de beneficència. El 1885 també donà una sessió de música de cambra exclusivament composta d'obres seves i interpretades moltes d'elles pels seus deixebles. Poc temps més tard, en morir el mestre Calvó Puig, se l'indicà si volia succeir-lo en el càrrec de mestre de capella de la parròquia de la Mercè, però es negà a acceptar la plaça, així com el de la col·legiata de Santa Anna, que també se li oferí, a causa de les seves múltiples ocupacions.
Pianista de mèrit i professor notable, va prendre part en nombrosos concerts públics al costat de les principals figures que visitaren Barcelona en aquells anys, i va formar no pocs alumnes.
Com a compositor es distingí per la seva inspiració i és autor d'un trio (1869), de la cantata Catalunya (1877), de l'obra coral La Primavera (1888) i de música de cambra i religiosa. El fons de partitures de Claudi Martínez i Imbert es conserva a la Biblioteca de Catalunya.
Fou un dels músics que donaren suport a les primeres passes de l'Orfeó Català.